# Jesus Christ Vampire Hunter
Jesus Christ Vampire Hunter é un film canadese del 2001 scritto e diretto da Lee Demarbre.

## Trama
Gesù torna sulla Terra per salvare l'umanità dalla minaccia di una setta vampiristica, e in aiuto di Gesù c'é El Santo.